# Dunkelkammer (Fotografie)
Als Dunkelkammer wird ein Raum bezeichnet, der absolut lichtdicht ist, sodass kein Licht von außen eindringen kann, durchaus aber im Inneren (künstliche) Spezialbeleuchtung zulassen kann. Solch ein Raum dient in der chemischen Fotografie als Teileinheit vom Fotolabor bzw. Kopierwerk.

## Einsatzbereiche

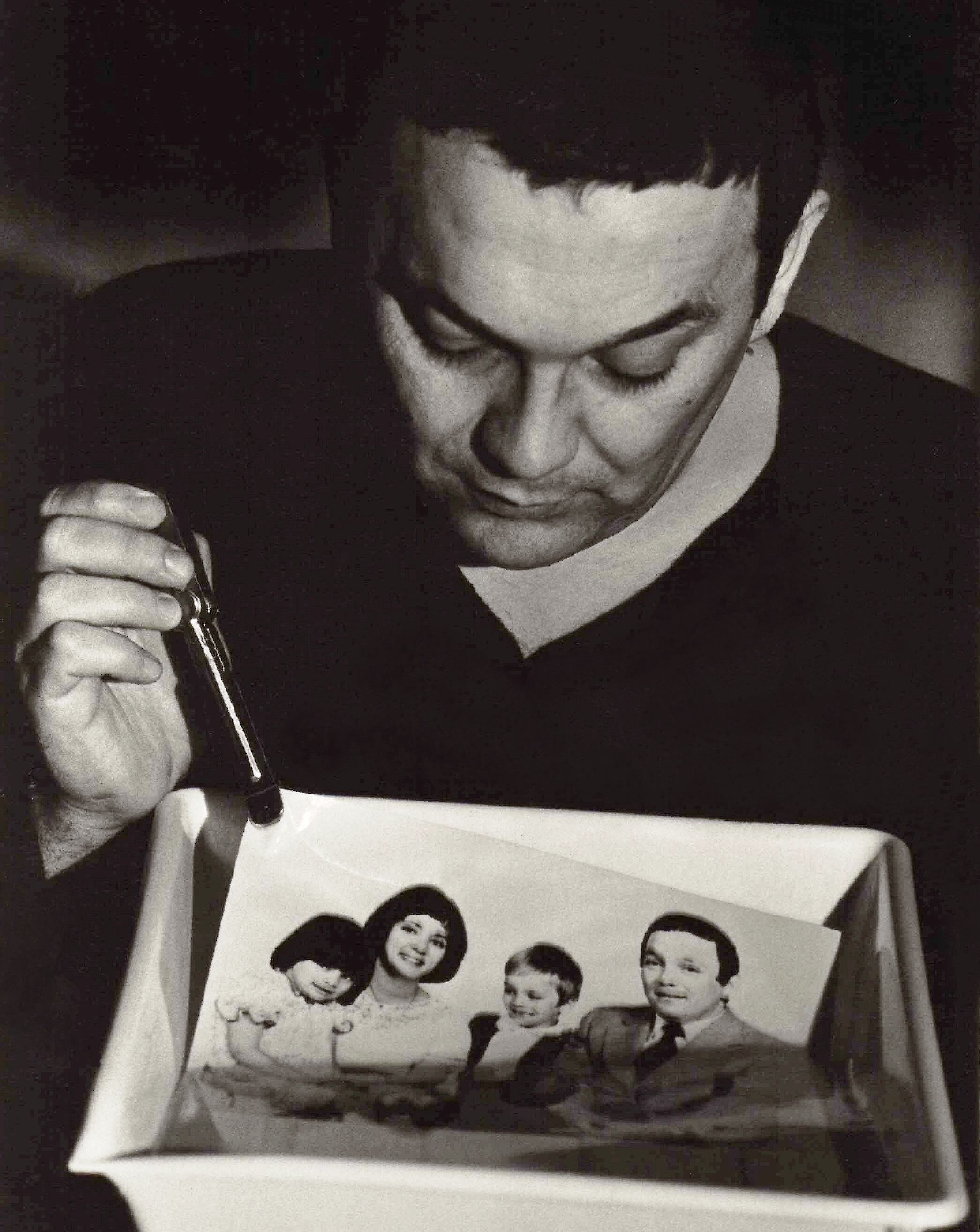
In der Dunkelkammer

Absolute Dunkelheit oder Beschränkung auf Licht eines speziellen Spektralbereiches wird zum Arbeiten dort benötigt, wo mit lichtempfindlichen Materialien, mit einer Fotoemulsion hantiert wird. Hier kommen lichtempfindliche Schwarzweiß- und Farbemulsionen in Frage, die sich auf verschiedenen Trägermaterialien befinden können, z. B. auf einem dünnen Film aus Polyester oder Zellulose, auf Glas, auf etwas dickeren Kunststoffblättern oder auf Folie oder Stoffen und Kartons.

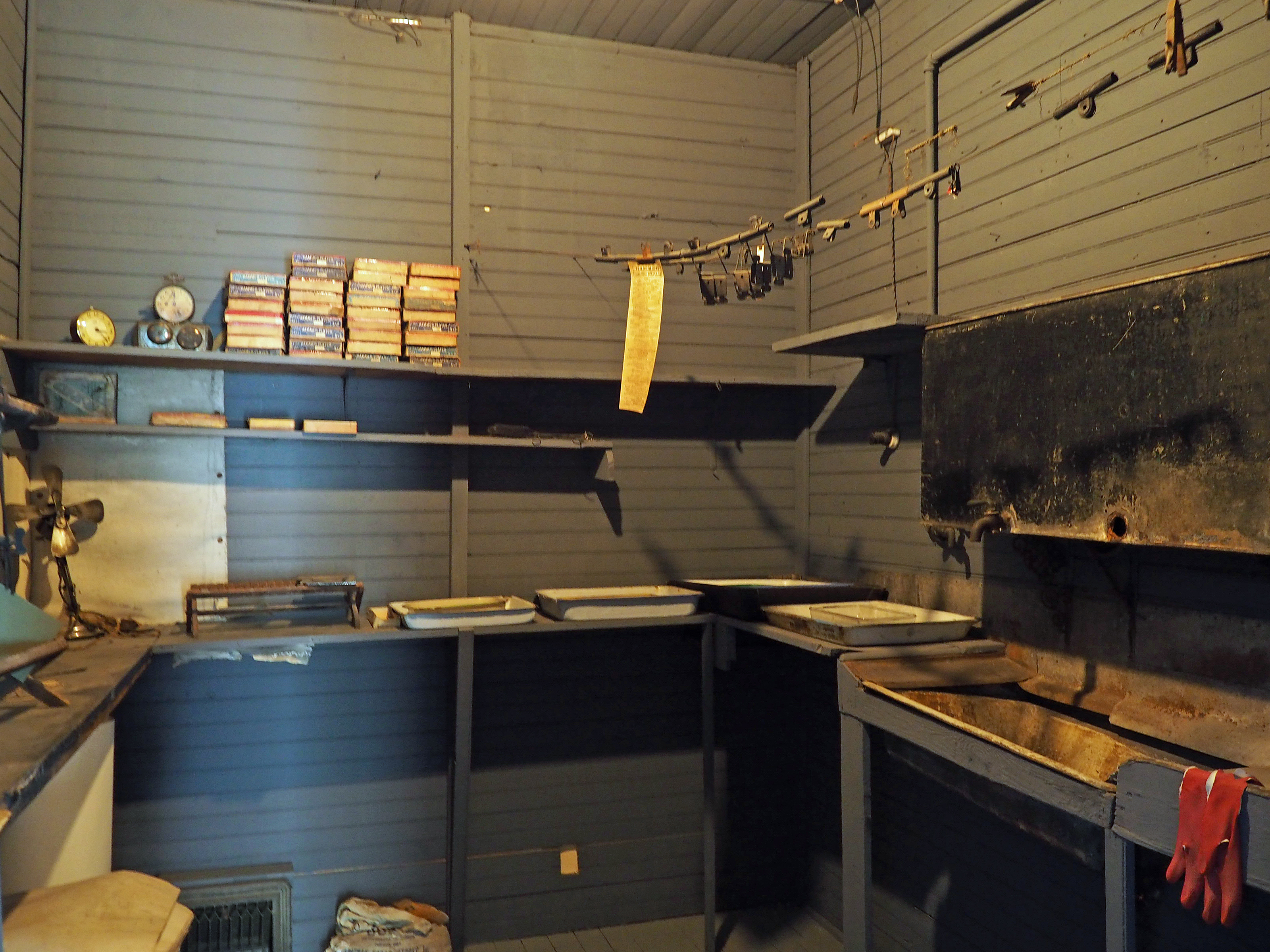
Dunkelkammer eines schwedischen Fotografen

### Die Dunkelkammer im Fotolabor
Viele lichtempfindliche Emulsionen sind nur für bestimmte Lichtarten, d. h. für Licht einer bestimmten Wellenlänge empfindlich. Das hat den Vorteil, dass man Licht, für das die Fotoemulsion nicht empfindlich ist, unbedenklich einsetzen kann. Siehe auch: Lichtspektrum und Wellenlänge.
Die Dunkelkammer ist also keineswegs permanent dunkel. Vielmehr erfüllt die Dunkelkammer die Aufgabe, Licht absolut kontrolliert einzusetzen.
Im Fall von ungewollt unkontrolliert von außen eindringendem Licht spricht man auch von „Streulicht“, „Lichteinfall“, „Lichteinbruch“, „Lichtleck“.

## Lichtschleusen und Lichtlabyrinthe
Um zu vermeiden, dass durch das Betreten der Dunkelkammer Licht eintritt, bedient man sich einer Lichtschleuse. Eine Lichtschleuse besteht im Prinzip aus zwei Türen. Es können auch schwarze, schwere Vorhänge sein. Betritt man nun diese Schleuse von außen, so schließt man die erste Tür hinter sich, so dass man nun innerhalb der Schleuse schon in absoluter Dunkelheit steht. Dann öffnet man die zweite Tür und kann die eigentliche Dunkelkammer betreten.

### Lichtlabyrinthe für die Belüftung
Hat man einen Raum verdunkelt (für viele Anwendungszwecke reicht auch ein sog. Wechselsack), muss man gleichzeitig auch für eine gute Be- und Entlüftung sorgen, da in einem dichten Raum die Luft recht schnell stickig wird. Hierzu kann man einen lichtdichten Ventilator in Fenster und Türen einbauen. Für solche Anwendungszwecke greift man auf ein Labyrinth zurück. Man versteht darunter ein System mehrfach rechtwinkelig umgeleiteter Kanäle, deren Innenseiten schwarz gestrichen sind. Die Winkelungen helfen, den direkten Lichteinfall zu vermeiden. Die schwarze Farbe verhindert eine Reflexion eindringenden Lichtes in den Raum der Dunkelkammer hinein. Somit ist die Dunkelkammer für Frischluft offen, Licht kann jedoch nicht eindringen.

### Lichtlabyrinthe in Entwicklungsdosen

Entwicklungsdose für die Kippentwicklung von Rollfilmen

Solche Labyrinthe findet man seit den 50er Jahren auch im kleinen Maßstab, nämlich in Filmentwicklungstanks. Die Labyrinthe dienen dort dazu, die für die Filmentwicklung notwendigen Chemikalienlösungen auf lichtdichte Weise zu den fotografischen Materialien kommen zu lassen. Entwicklungstanks sind im Bereich der Kleinbild- und Rollfilmverarbeitung außerordentlich populär. Dadurch wird die Dauer absoluter Dunkelheit in der Verarbeitung des lichtempfindlichen Materials auf die Dauer des Einlegens des Materials in den Tank reduziert. Die eigentliche Entwicklung kann dann bei Tageslicht erfolgen.

## Beleuchtung in der Dunkelkammer

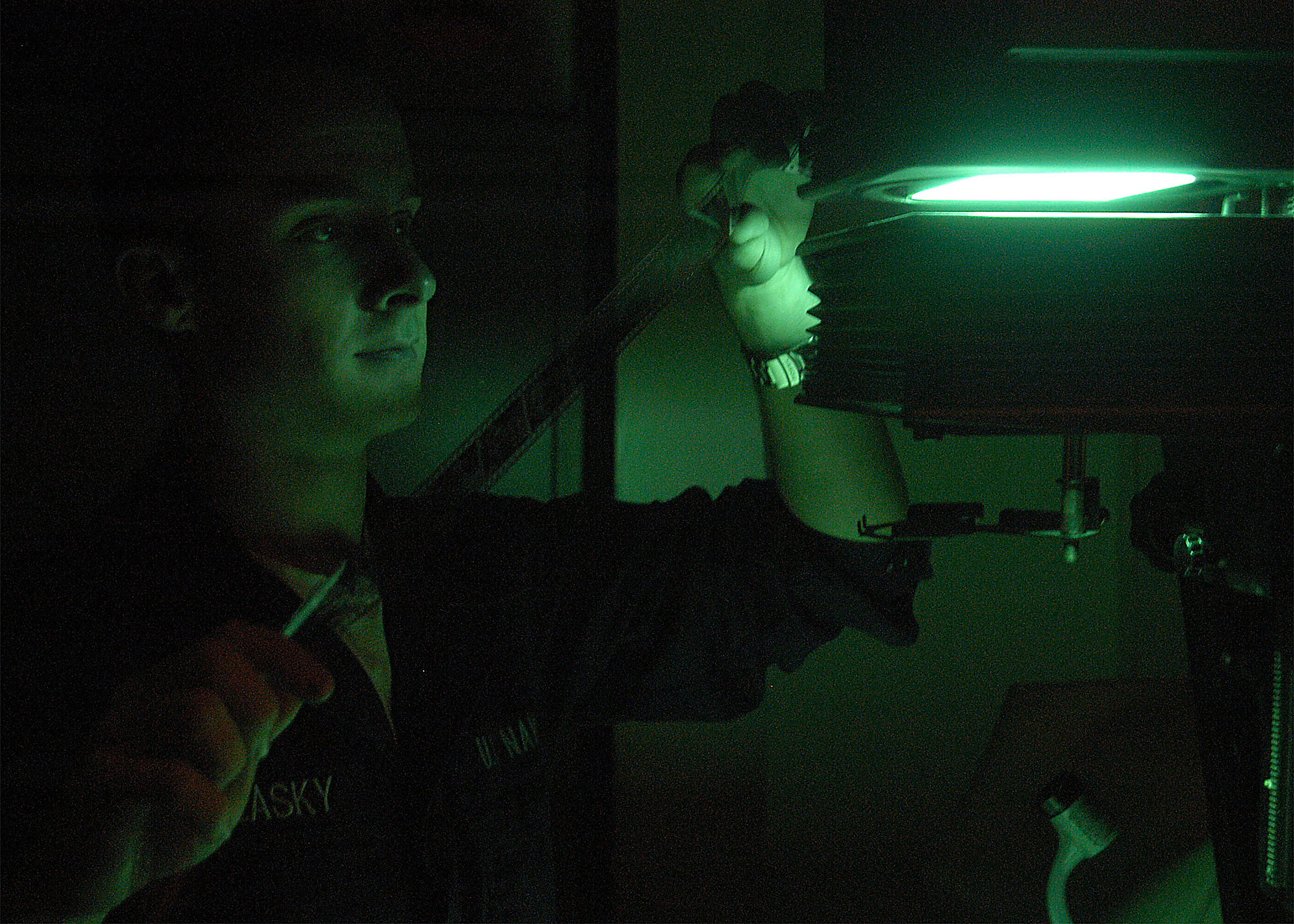
Fotograf der US Navy bei grünem Licht in der Dunkelkammer eines Schiffes 2004

Zur Zeit des Arbeitens mit emulsionsbeschichteten Glasplatten (vor der Erfindung des Kleinbildfilms und des Rollfilms) musste man das Aufnahmematerial in Schalen entwickeln. Es gab lichtempfindliche Emulsionen für Schwarzweißfilm, die für grünes oder rotes Licht unempfindlich waren. Man nennt diese Emulsionen orthochromatisch (im Gegensatz zu panchromatisch). Man konnte dieses Aufnahmematerial bei rotem Licht entwickeln und den Entwicklungsfortschritt in statu nascendi beobachten.
Hier zeigt sich ein wesentlicher Zweck der Dunkelkammer: Weil die heutigen Fotopapiere, auf die ein Negativ vergrößert wird, im Falle der Schwarzweißverarbeitung ebenfalls für bestimmte Lichtarten unempfindlich sind, können schon Anfänger den aus der chemischen Verarbeitung entstehenden Bildeindruck beobachten und steuern, indem in der offenen Schale je nach Augenschein länger oder kürzer entwickelt wird, oder indem man bestimmte Bildstellen separat erwärmt, während die Entwicklung in vollem Gange ist, oder indem kontrolliertes Fremdlicht, z. B. durch Einschalten der Hauptbeleuchtung, auf das in der Entwicklung befindliche Bild trifft, um eine sogenannte Pseudo-Solarisation zu erzeugen. Siehe auch: Fotografischer Effekt.

## Farbfilmverarbeitung
In der Verarbeitung von Farbfilmen, die meistens für alle Lichtarten sensibilisiert sind (Wellenlänge), fallen viele dieser Steuerungsmöglichkeiten weg. Hier wird selbst bei großen Bildformaten auf die Tankentwicklung zurückgegriffen, statt sich der Schalen zu bedienen. Denn schließlich kann das Resultat während der Entstehung ja nicht so einfach eingesehen werden. Außerdem besteht während des Arbeitens in absoluter Dunkelheit und mit meist gesundheitsgefährdenden Flüssigkeiten die Gefahr, diese zu verschütten, was sowohl die weiteren Chemikalienbäder verunreinigen, als auch große und schwer zu entfernende Flecken auf der Kleidung verursachen kann. Auch empfindliche mechanisch-elektronische Geräte, wie z. B. das Vergrößerungsgerät (Vergrößerer) oder die Trockenpresse, sind hiervon gefährdet.

## Digitale Dunkelkammer
Mit der Verbreitung der Digitalfotografie verlieren Dunkelkammern an Popularität. Die Nachbearbeitung von Digitalbildern am Computer wird auch als digitale Dunkelkammer bezeichnet. Der Begriff umfasst sowohl die verwendeten Geräte (Scanner, Computer, Fotodrucker) als auch die zur Bildverarbeitung bzw. Bildbearbeitung notwendige Software, wie Scanprogramme, RAW-Converter, Bildverwaltungs- und Bildmanipulationssoftware, und Effektprogramme.

Verschiedene Einrichtungen von Dunkelkammern
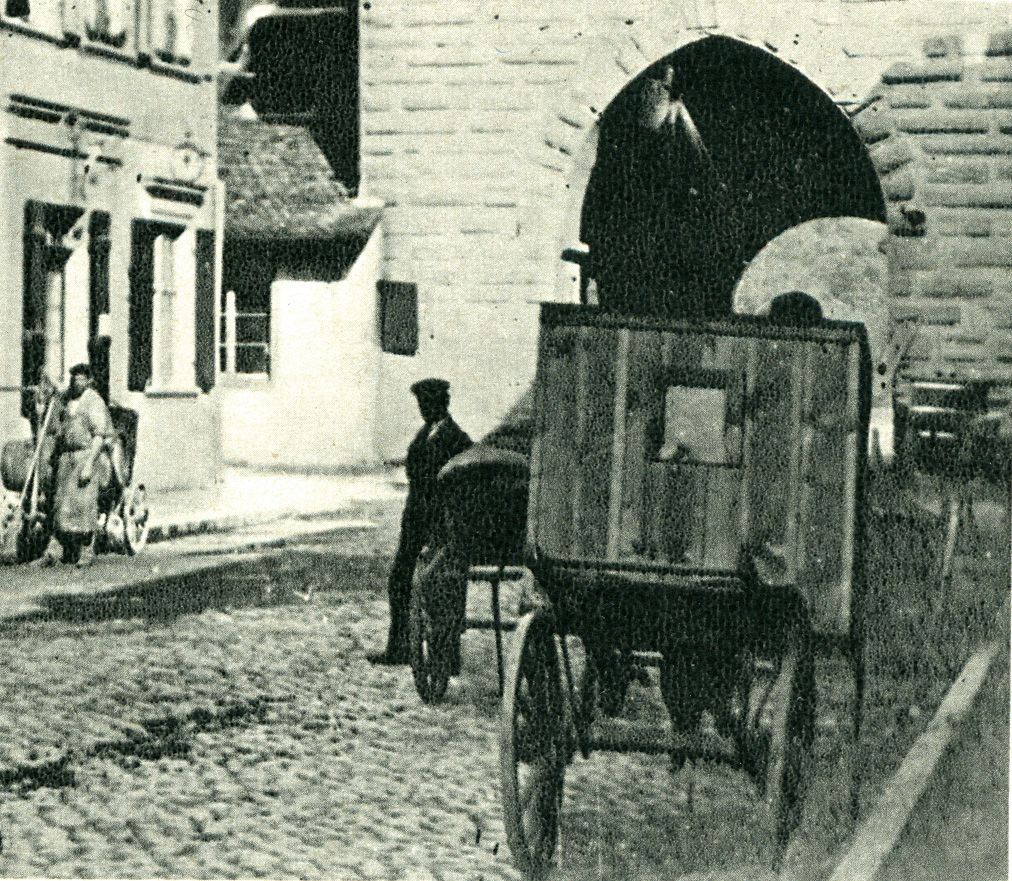
Jakob Höflingers fahrbare Dunkelkammer, um 1860–1875
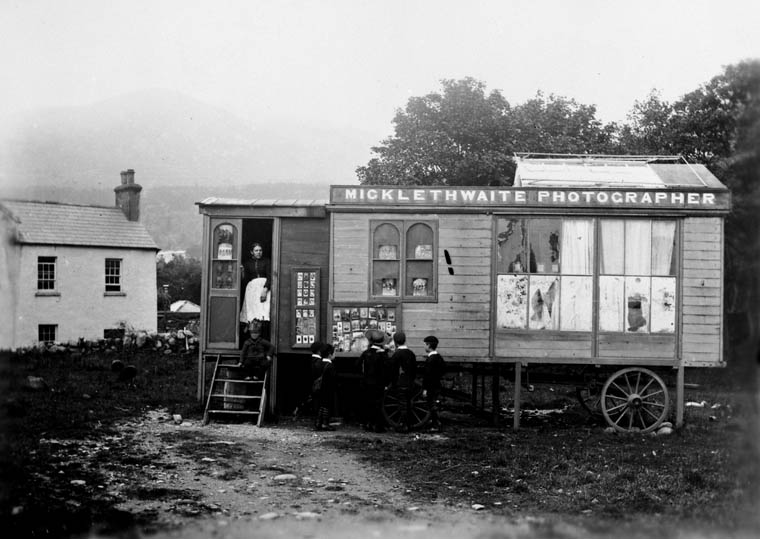
Fahrbares Studio für das nasse Kollodiumverfahren des Iren William Barton Micklethwaite
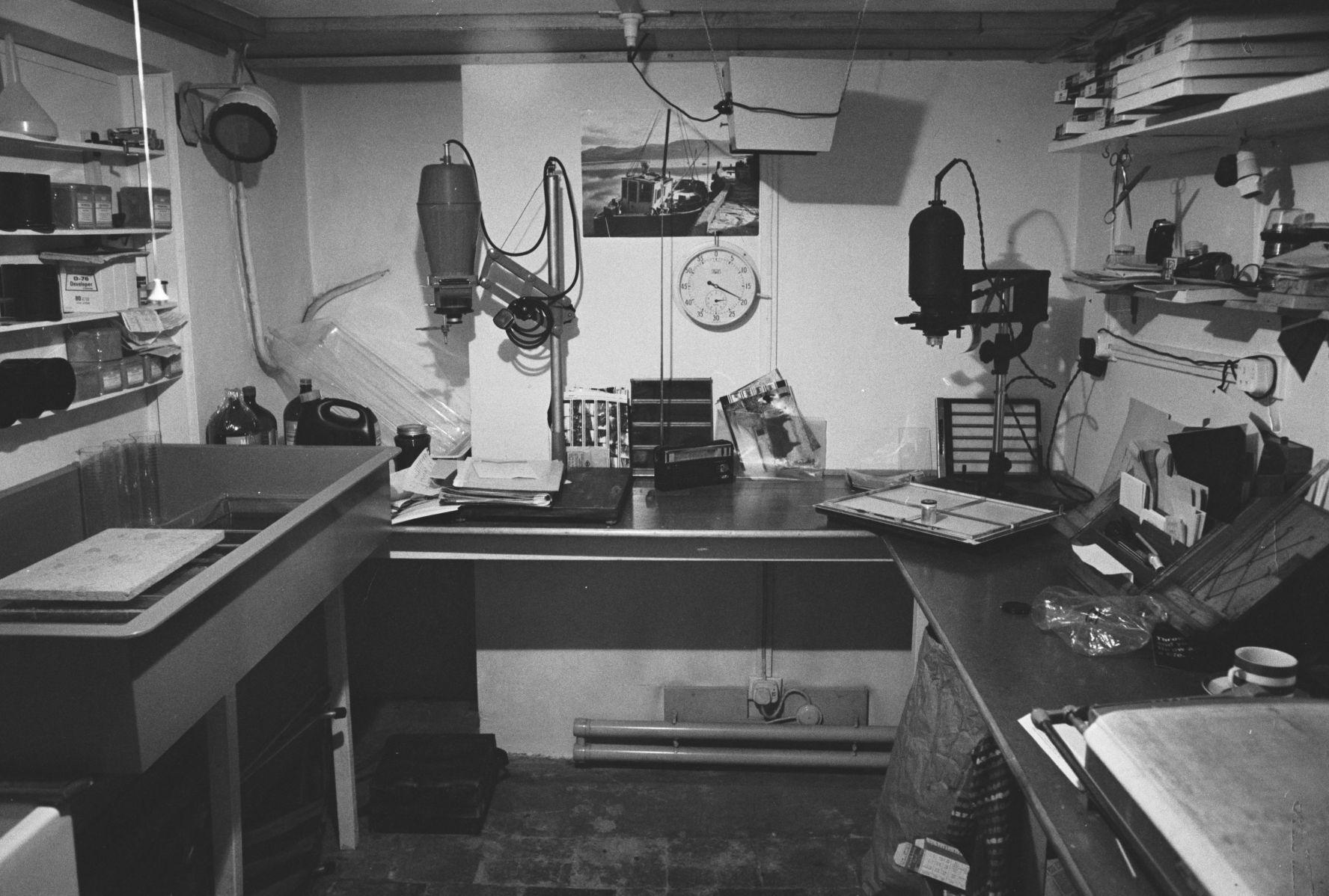
Dunkelkammer eines Waliser Fotografen, 1969
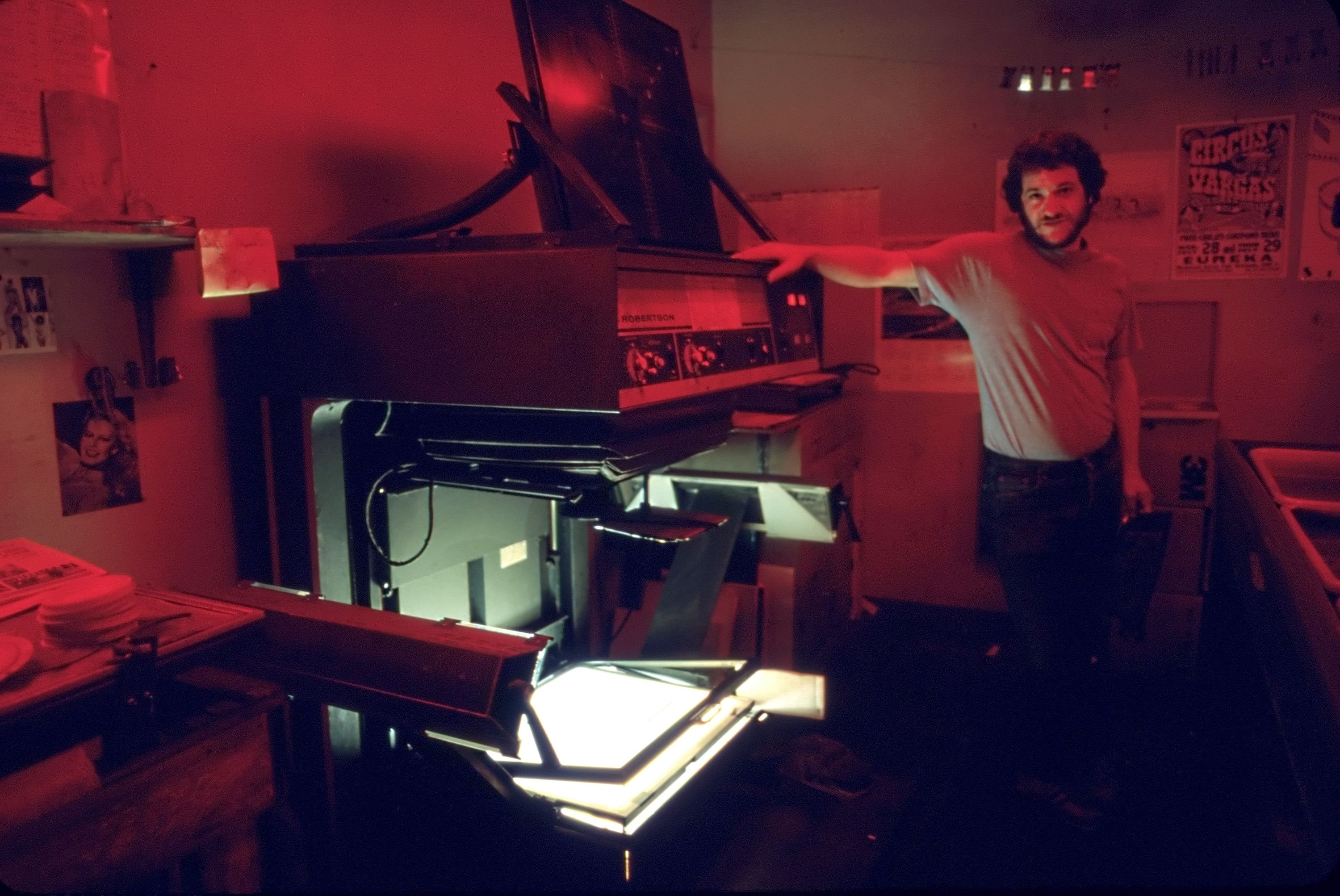
Dunkelkammer für Druckvorlagen bei einer kalifornischen Zeitung in den 1980er Jahren
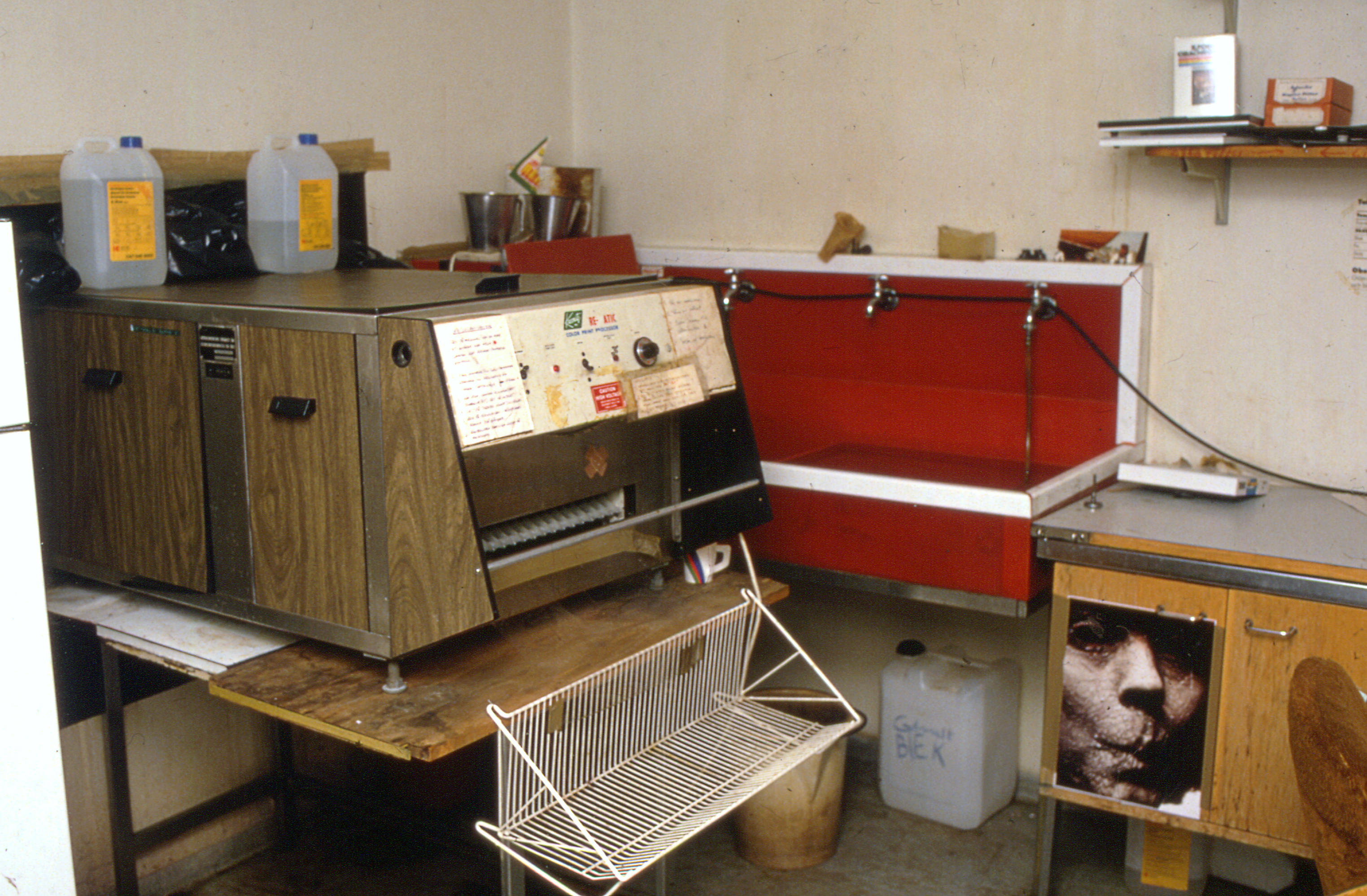
Geschlossener Farbfotoentwickler (Photo: 1991)
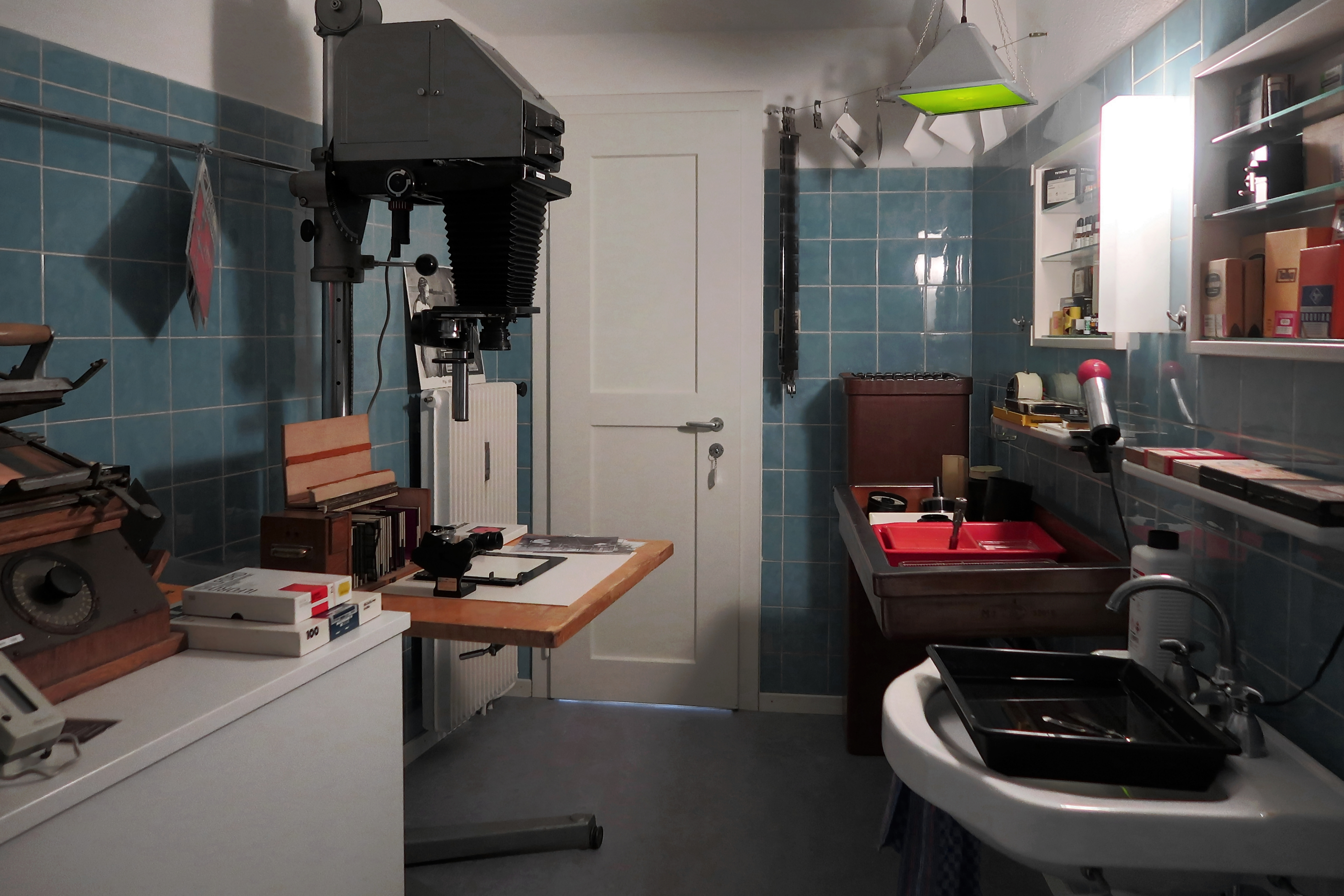
Dunkelkammereinrichtung in einem Badezimmer
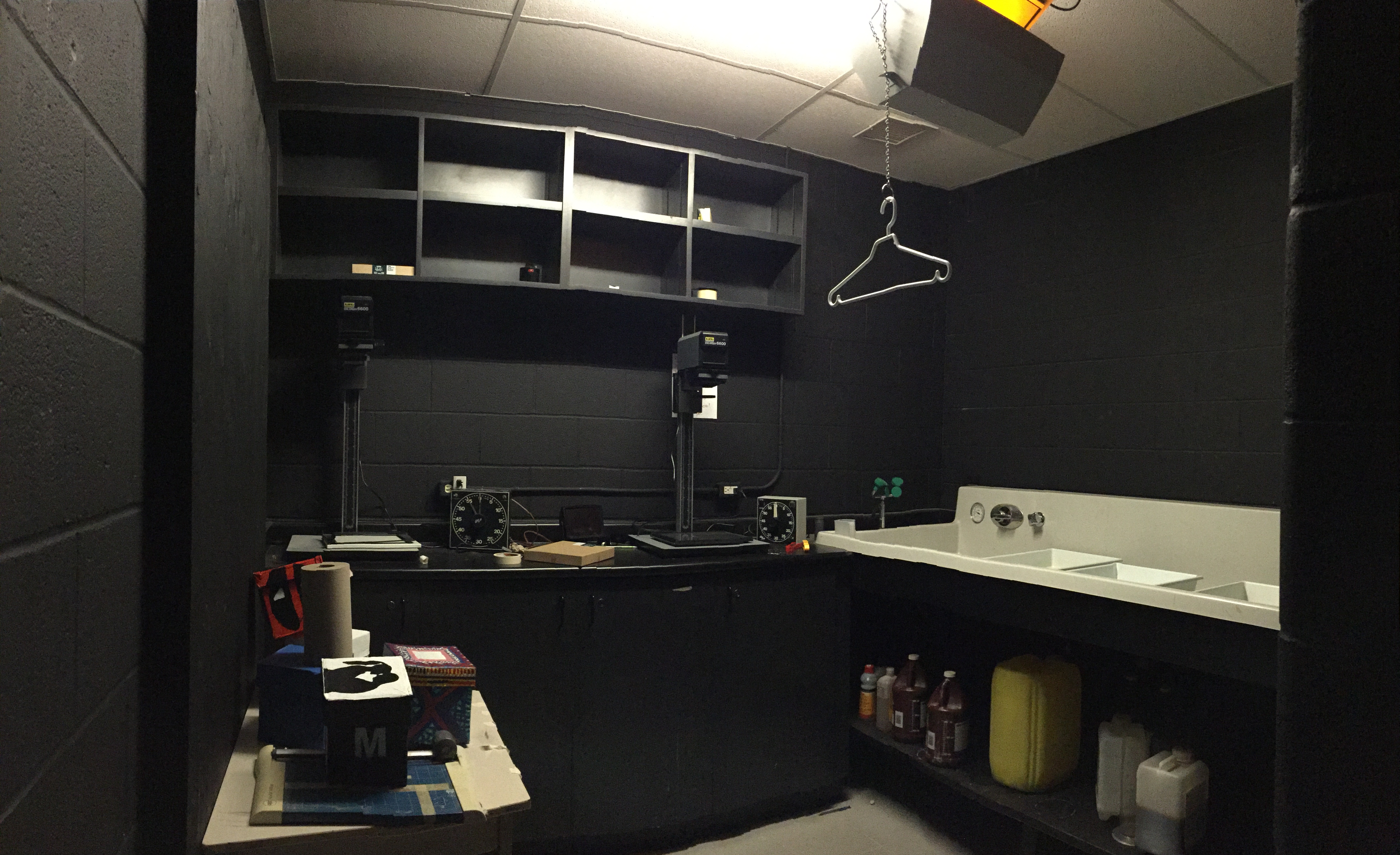
Dunkelkammer mit geschwärzten Wänden